# Selenisa stipata
Selenisa stipata là một loài bướm đêm trong họ Erebidae.